# Federico III d'Asburgo
Federico III d'Asburgo (Innsbruck, 21 settembre 1415 – Linz, 19 agosto 1493) è stato Imperatore dei Romani, eletto quale successore di Alberto II nel 1440.

## Biografia

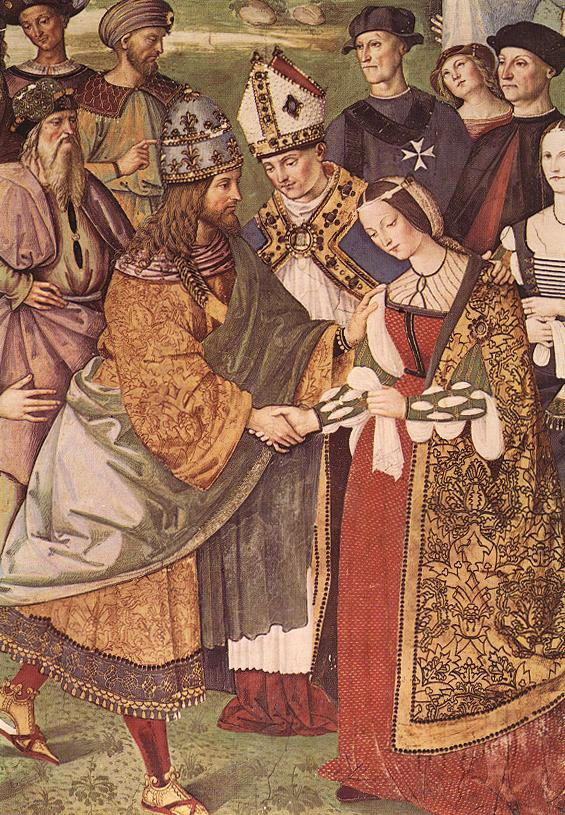
Dettaglio di "Enea Piccolomini presenta Eleonora del Portogallo a Federico III", dipinto dal Pinturicchio nella Libreria Piccolomini a Siena (1502-1508)

Federico era il figlio maggiore del duca Ernesto I e della sua seconda moglie, Cimburga di Masovia. Secondo il Trattato di Neuberg del 1379, il ramo leopoldino governava i ducati di Stiria, Carinzia e Carniola, o quella che veniva chiamata Austria Interiore. Nel 1424, il padre di Federico morì, nominando Federico duca dell'Austria interna, come Federico V, con suo zio, il duca Federico IV del Tirolo, in qualità di reggente.

### Duca d'Austria
Nel 1431 Federico raggiunse la maggiore età e quindi autorizzato a governare, ma per diversi anni fu negato dai suoi parenti. Infine, nel 1435, Alberto V, duca d'Austria (in seguito Alberto II, re di Germania), gli conferì il dominio sulla sua eredità dell'Austria interna. Quasi dall'inizio, il fratello minore di Federico, Alberto, affermò i suoi diritti di co-sovrano, come l'inizio di una lunga rivalità. Già in questi anni Federico aveva iniziato ad utilizzare la simbolica firma AEIOU come una sorta di motto dai vari significati. Nel 1436 compì un pellegrinaggio in Terra santa, accompagnato da numerosi nobili nominati cavalieri dall'Ordine del Santo Sepolcro, che gli valse grande fama.
Alla morte di suo zio, il duca Federico IV, nel 1439, Federico assunse la reggenza del Tirolo e dell'Alta Austria per l'erede del duca Sigismondo. Ancora una volta dovette scongiurare le pretese sollevate dal fratello Alberto VI; prevalse grazie all'appoggio dell'aristocrazia tirolese. Allo stesso modo ha agito come reggente per suo nipote Ladislao il Postumo, figlio del defunto re Alberto II, nel ducato d'Austria (Altra Austria). Federico era ormai il capo indiscusso della dinastia degli Asburgo, anche se la sua reggenza nelle terre della Linea Albertina (Altra Austria) era ancora vista con sospetto.
Come cugino del defunto re Alberto II, Federico divenne un candidato per le elezioni imperiali del 1440. Il 2 febbraio 1440 i principi elettori si riunirono a Francoforte e lo elessero all'unanimità Re dei Romani come Federico IV; il suo governo era ancora basato sulle sue terre ereditarie di Stiria, Carinzia e Carniola, o Austria Interiore.
Nel 1442 Federico si alleò con Rudolf Stüssi, borgomastro di Zurigo, contro l'Antica Confederazione Svizzera nella Vecchia Guerra di Zurigo (Alter Zürichkrieg) ma perse. Nel 1448 stipulò con la Santa Sede il Concordato di Vienna, che rimase in vigore fino al 1806 e regolava i rapporti tra gli Asburgo e la Santa Sede.

### Imperatore del Sacro Romano Impero
Le iniziative politiche di Federico non furono audaci, ma ebbero comunque successo. Federico III fu incoronato imperatore del Sacro Romano Impero nel 1452, il primo dopo la morte dell'imperatore Sigismondo. La sua ascesa al ruolo di imperatore avvenne con la clausola che se la precedente regina avesse dato alla luce un erede maschio, Federico sarebbe diventato il suo tutore. Quando la regina diede alla luce Ladislao il Postumo, secondo le disposizioni, Federico ne assunse la tutela. Ciò portò a conflitti tra Federico e altri membri della famiglia reale e della nobiltà. Il suo primo grande avversario fu suo fratello Alberto VI, che sfidò il suo governo. Non è riuscito a vincere un solo conflitto sul campo di battaglia contro di lui, e quindi ha fatto ricorso a mezzi più sottili. Ha tenuto suo cugino di secondo grado una volta rimosso Ladislao il Postumo, sovrano dell'Arciducato d'Austria, Ungheria e Boemia, e tentò di estendere la sua tutela su di lui per sempre per mantenere il suo controllo sulla Bassa Austria. Ladislao fu liberato nel 1452 dai feudi della Bassa Austria. Ha agito in modo simile nei confronti del cugino di primo grado, Sigismondo, della linea tirolese della famiglia.
Alla fine, Federico prevalse in tutti quei conflitti sopravvivendo ai suoi avversari e talvolta ereditando le loro terre, come accadde con Ladislao, da cui ottenne la Bassa Austria nel 1457, e con suo fratello Alberto VI, al quale succedette nell'Alta Austria. Nel 1462 il fratello Alberto sollevò un'insurrezione contro di lui a Vienna e l'imperatore fu assediato nella sua residenza da sudditi ribelli. In questa guerra tra fratelli, Federico ricevette il sostegno del re di Boemia, Giorgio di Poděbrady. Questi conflitti lo costrinsero ad un'anacronistica esistenza itinerante, poiché negli anni dovette spostare la sua corte tra varie località, risiedendo a Graz, Linz e Wiener Neustadt. Nel 1469 Federico fondò l'Ordine di San Giorgio, che esiste ancora oggi.
Federico si assicurò nel 1486 la successione del figlio durante la sua vita. Il 16 febbraio 1486 Massimiliano fu eletto all'unanimità re romano-tedesco al Reichstag di Francoforte dai sei elettori presenti. L'elettore di Boemia non fu invitato perché la legge termale boema avrebbe potuto essere rivendicata dal re ungherese Corvino. Ci sono ancora discussioni sul fatto che Federico abbia attivamente fornito l'iniziativa per l'elezione di suo figlio o meno. Tuttavia, essendo l'unico erede maschio sopravvissuto di Federico, Massimiliano fu una scelta naturale per Federico e le tenute per contrastare le ambizioni dell'Ungheria. In occasione dell'elezione di Massimiliano fu decisa una pace territoriale decennale. Al fine di salvaguardare la pace del paese e contro l'espansiva politica territoriale dei Wittelsbach, numerosi stati della Svevia interessati dall'impero si unirono nel 1488 su iniziativa di Federico per la Lega Sveva. Dopo l'elezione reale Federico accompagnò suo figlio ad Aquisgrana, dove Massimiliano fu incoronato il 9 aprile 1486. Sembravano esserci tensioni tra padre e figlio a causa delle differenze di personalità e stili di leadership. Ma Federico vedeva i valori di Massimiliano nel negoziare con gli Stati, quindi anche se era diffidente nei confronti delle violazioni del suo potere imperiale, Massimiliano divenne rapidamente un partner essenziale nella politica imperiale.
Nel 1487 sua figlia Cunegonda sposò Alberto IV, duca di Baviera. Alberto prese illegalmente il controllo di alcuni feudi imperiali e chiese poi di sposare Cunegonda (che abitava a Innsbruck, lontano dal padre), offrendosi di darle i feudi in dote. All'inizio Federico acconsentì, ma dopo che Alberto rilevò un altro feudo, Ratisbona, Federico ritirò il suo consenso. Il 2 gennaio 1487, tuttavia, prima che il cambiamento di opinione di Federico potesse essere comunicato a sua figlia, Cunegonda sposò Alberto. Una guerra fu impedita solo grazie alla mediazione del figlio dell'Imperatore, Massimiliano.
In alcune questioni minori Federico ebbe un discreto successo: nel 1469 riuscì a stabilire vescovadi a Vienna e Wiener Neustadt, un passo che nessun precedente duca d'Austria era stato in grado di realizzare.
Federico non riuscì a ottenere il controllo dell'Ungheria e della Boemia nella guerra boemo-ungherese (1468–78). Federico si autoproclamò re d'Ungheria il 27 febbraio 1459, ma questo non intimidì Mattia Corvino. Federico decise di invadere, ma il suo esercito non andò mai lontano, poiché non era un generale. Da Mantova, Pio II (che fu anche ex segretario di Federico) sollecitò l'imperatore a lasciare in pace Mattia. L'Ungheria, ha proclamato, "è lo scudo di tutta la cristianità sotto la copertura della quale siamo stati finora al sicuro. [...] Se la strada è così aperta ai barbari, la distruzione irromperà su tutto e le conseguenze di un tale disastro sarà imputato da Dio ai suoi autori". Federico fu persino sconfitto nella guerra austro-ungarica (1477–88) nel 1485, che riuscì a mantenere la residenza a Vienna fino alla sua morte cinque anni dopo nell'assedio di Vienna. L'imperatore Federico non riuscì a procurarsi l'aiuto dei principi elettori e degli Stati imperiali. Nel 1483 dovette lasciare la sua residenza dell'Hofburg a Vienna e fuggì a Wiener Neustadt, dove fu anche assediato dalle truppe di Corvino per 18 mesi fino a quando la fortezza fu conquistata nel 1487. Umiliato, Federico fuggì a Graz, e successivamente a Linz.
Federico era stato molto attento riguardo al movimento della riforma nell'impero. Dopo il 1440, la riforma dell'Impero e della Chiesa fu sostenuta e guidata dai poteri locali e regionali, in particolare dai principi territoriali. Nei suoi ultimi anni, tuttavia, c'era più pressione su di lui. Berthold von Henneberg, l'arcivescovo di Magonza, che parlava a nome dei principi riformisti (che volevano riformare l'Impero senza rafforzare la mano imperiale), capitalizzò il desiderio di Federico di assicurare l'elezione imperiale a Massimiliano. Così nei suoi ultimi anni presiedette alla fase iniziale della Riforma Imperiale, che si sviluppò principalmente sotto il figlio Massimiliano. Lo stesso Massimiliano era più aperto alle riforme, anche se naturalmente voleva anche conservare e valorizzare le prerogative imperiali. Dopo che Federico si ritirò a Linz nel 1488, come compromesso, Massimiliano fece da mediatore tra i principi e suo padre. Quando sarebbe succeduto alla morte del padre, avrebbe continuato questa politica di intermediazione, fungendo da giudice imparziale tra le opzioni suggerite dai principi.

### Morte

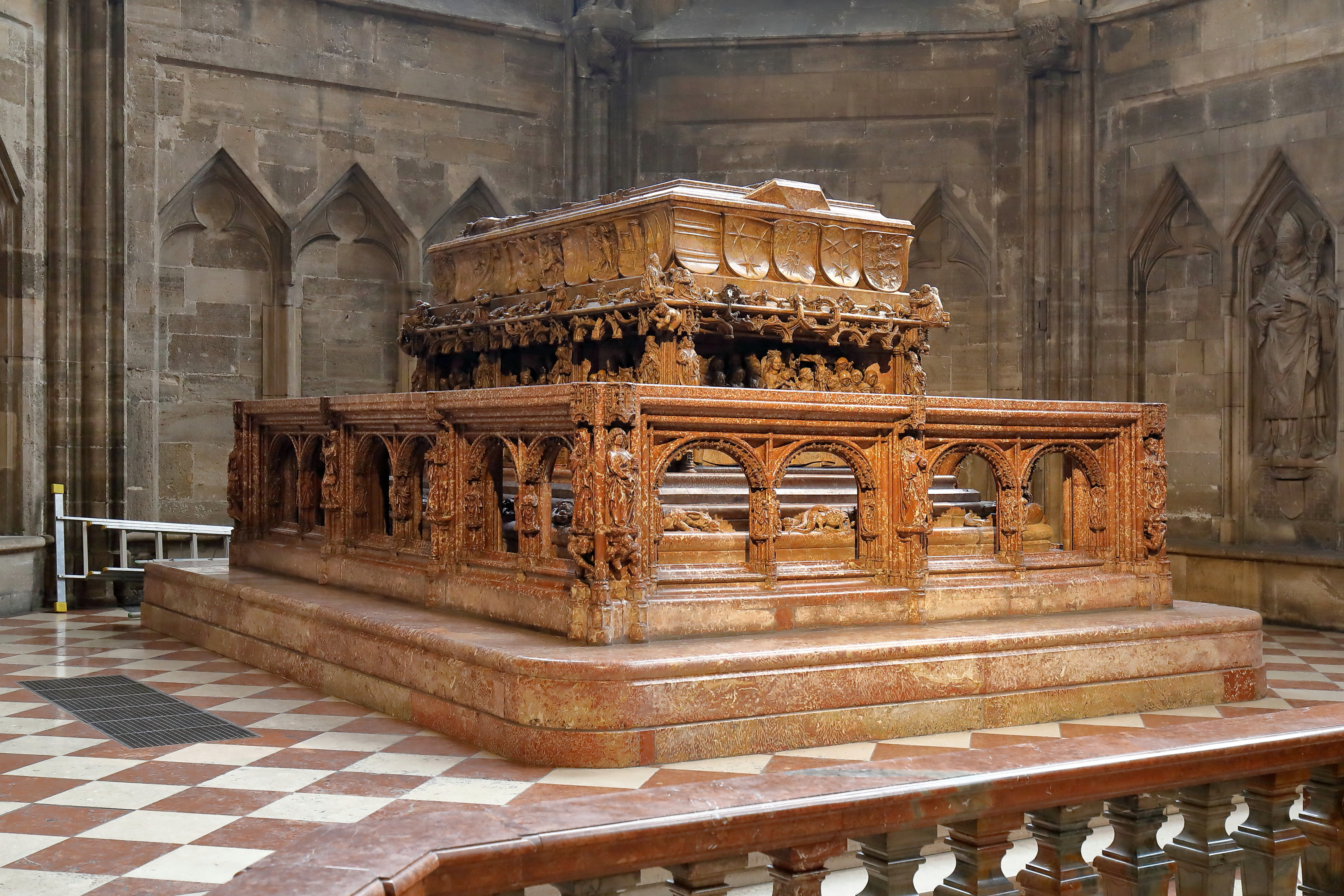
Tomba di Federico III

Negli ultimi anni Federico III rimase nella regione sul Danubio, a Vienna e a Linz. Dal febbraio 1493 la sua salute peggiorò sempre più. Nella Quaresima del 1493 i suoi medici personali gli diagnosticarono alla gamba sinistra quello che l'attuale terminologia medica è considerato il risultato dell'arteriosclerosi. L'8 giugno 1493 gli fu amputata la gamba sotto la direzione del chirurgo Hans Seyff nel castello di Linz. Questa amputazione della gamba è considerata una delle procedure chirurgiche più famose e meglio documentate di tutto il Medioevo. Sebbene Federico inizialmente sopravvisse bene alla procedura, morì il 19 agosto 1493 a Linz. Le sue viscere furono probabilmente sepolte separatamente il 24 agosto 1493 nella chiesa parrocchiale di Linz. L'arrivo dei Turchi in Carinzia e nel Krain ritardò l'arrivo di Massimiliano e con esso il servizio funebre. Il 6 e 7 dicembre 1493 si svolsero i funerali nella cattedrale di Santo Stefano.
La tomba, costruita da Niclaes Gerhaert van Leyden nella cattedrale di Santo Stefano a Vienna, è uno dei lavori più importanti della scultura del Basso Medioevo.

## Matrimonio
Nel 1452, all'età di 37 anni, Federico III si recò in Italia per ricevere la sua sposa e per essere incoronato imperatore del Sacro Romano Impero. La sua fidanzata, l'infanta Eleonora di 18 anni, figlia del re Edoardo del Portogallo, sbarcò a Livorno dopo un viaggio di 104 giorni. La sua dote avrebbe aiutato Federico ad alleviare i suoi debiti e cementare il suo potere. La coppia si incontrò a Siena il 24 febbraio e si recò insieme a Roma. Come da tradizione trascorsero una notte fuori le mura di Roma prima di entrare in città il 9 marzo, dove Federico e papa Niccolò V si scambiarono amichevoli saluti. Poiché l'imperatore non era riuscito a recuperare la Corona Ferrea dal duomo di Monza dove era custodita, né essere incoronato Re d'Italia dall'arcivescovo di Milano (a causa della disputa di Federico con Francesco Sforza, signore di Milano), convinse il papa ad incoronarlo come tale con la corona germanica, che aveva portato allo scopo. Questa incoronazione avvenne la mattina del 16 marzo, nonostante le proteste degli ambasciatori milanesi, e nel pomeriggio Federico ed Eleonora furono sposati dal papa. Infine, il 19 marzo, Federico ed Eleonora sono stati consacrati nella Basilica di San Pietro dal Vice Cancelliere di Santa Romana Chiesa, Cardinale Francesco Condulmer, e Federico è stato poi incoronato con la Corona Imperiale dal papa. Federico fu l'ultimo imperatore del Sacro Romano Impero ad essere incoronato a Roma. Il suo pronipote Carlo V fu l'ultimo imperatore ad essere incoronato, ma ciò avvenne a Bologna.
La coppia ebbe cinque figli:
- Cristoforo (1455–1456);
- Massimiliano (1459–1519), sposò in prime nozze Maria di Borgogna e in seconde nozze Bianca Maria Sforza
- Elena (1460–1462);
- Cunegonda (1465–1520), sposò Alberto IV, duca di Baviera;
- Giovanni (1466-1467).

## Personalità
Lo stile di governo di Federico III era caratterizzato dall'esitazione e da un ritmo lento nel processo decisionale. L'umanista italiano Enea Silvio Piccolomini, poi Papa Pio II, che un tempo lavorò alla corte di Federico, descrisse l'Imperatore come una persona che voleva conquistare il mondo rimanendo seduto. Sebbene questo fosse considerato un difetto caratteriale nella ricerca accademica più antica, le sue tattiche dilatorie sono ora viste come un mezzo per far fronte alle sfide politiche nei possedimenti territoriali estesi. A Federico è attribuita la capacità di resistere pazientemente a situazioni politiche difficili.
Secondo i resoconti contemporanei, Federico III aveva difficoltà a sviluppare una vicinanza emotiva con altre persone, inclusi i suoi figli e la moglie Eleonora. A differenza di suo fratello Alberto e suo figlio Massimiliano, Federico mantenne uno stile di vita riservato. Sebbene fosse disposto ad apparire in eventi sociali come festival e tornei, non amava le feste sontuose. In seguito divenne inorridito quando suo figlio, ancora nella prima adolescenza, mostrò una tendenza verso il vino, le feste e le donne. Poiché Federico era piuttosto distante dalla sua famiglia, Eleonora ebbe una grande influenza sulla crescita e l'educazione dei figli, e quindi svolse un ruolo importante nell'ascesa alla ribalta della Casa d'Asburgo. Nonostante il fatto che il loro matrimonio fosse stato infelice, quando Eleonora morì l'Imperatore fu colpito dalla sua perdita e rimase vedovo per il resto della sua lunga vita.

### Patrocinio delle arti
Federico era un importante e potente mecenate della musica, con una "preferenza per l'importazione di talenti occidentali". Questo, unito agli sforzi di istituzioni non cortesi come il Duomo di Trento, avrebbe contribuito al fiorire della musica sotto Massimiliano I.
I 110 libri da lui raccolti formano la collezione principale della successiva Bibliotheca Regia, che fu il predecessore della successiva Biblioteca Imperiale e dell'attuale Biblioteca Nazionale Austriaca (Österreichische Nationalbibliothek).

### La passione per le reliquie
Federico III costruì negli anni (con non poca spesa) una vasta collezione di "sante reliquie".
Egli affermava di possedere un pezzo della croce di Cristo: lo fece incastonare nell'oro in quella che chiamò la Croce Imperiale.
Venne in possesso anche della cosiddetta Santa Lancia, con cui il Cristo fu colpito durante la crocifissione (da notare che all'epoca vi erano in Europa diverse lance ritenute essere quella usata per aprire il costato di Cristo).
Inoltre la sua collezione comprendeva: l'osso del braccio di sant'Anna, il grembiule con cui Gesù asciugò i piedi degli apostoli, resti della mangiatoia di Betlemme, un pezzo della tovaglia dell'Ultima Cena.
Federico III riteneva che il possesso di una tale mirabile collezione gli permettesse di risparmiare parte della pena che lo attendeva nel Purgatorio: egli stimava infatti che la sua pena sarebbe stata diminuita di almeno 37 anni e 275 giorni.
Infine, egli affermava di possedere anche la corona, la spada e lo scettro dello stesso Carlo Magno.

## Ascendenza
|                        |                         |                              | Genitori                |  |  | Nonni |  |  | Bisnonni                |  |  | Trisnonni           |  |
|                        |                         |                              |                         |  |  |       |  |  | Alberto II lo Sciancato |  |  | Alberto I d'Asburgo |  |
|                        |                         |                              |                         |  |  |       |  |  | Alberto II lo Sciancato |  |  | Alberto I d'Asburgo |  |
|                        |                         | Elisabetta di Tirolo-Gorizia |                         |  |  |       |  |  | Alberto II lo Sciancato |  |  |                     |  |
| Leopoldo III d'Asburgo |                         |                              |                         |  |  |       |  |  | Alberto II lo Sciancato |  |  |                     |  |
|                        |                         | Giovanna di Pfirt            | Ulrico III di Pfirt     |  |  |       |  |  |                         |  |  |                     |  |
|                        |                         | Giovanna di Pfirt            | Ulrico III di Pfirt     |  |  |       |  |  |                         |  |  |                     |  |
|                        |                         | Giovanna di Pfirt            | Giovanna di Montbéliard |  |  |       |  |  |                         |  |  |                     |  |
| Ernesto I d'Asburgo    |                         | Giovanna di Pfirt            |                         |  |  |       |  |  |                         |  |  |                     |  |
|                        |                         | Bernabò Visconti             | Stefano Visconti        |  |  |       |  |  |                         |  |  |                     |  |
|                        |                         | Bernabò Visconti             | Stefano Visconti        |  |  |       |  |  |                         |  |  |                     |  |
|                        |                         | Bernabò Visconti             | Valentina Doria         |  |  |       |  |  |                         |  |  |                     |  |
| Verde Visconti         |                         | Bernabò Visconti             |                         |  |  |       |  |  |                         |  |  |                     |  |
|                        |                         | Regina della Scala           | Mastino II della Scala  |  |  |       |  |  |                         |  |  |                     |  |
|                        |                         | Regina della Scala           | Mastino II della Scala  |  |  |       |  |  |                         |  |  |                     |  |
|                        |                         | Regina della Scala           | Taddea da Carrara       |  |  |       |  |  |                         |  |  |                     |  |
| Federico III d'Asburgo |                         | Regina della Scala           |                         |  |  |       |  |  |                         |  |  |                     |  |
|                        | Siemowit III di Masovia | Trojden I di Masovia         |                         |  |  |       |  |  |                         |  |  |                     |  |
|                        | Siemowit III di Masovia | Trojden I di Masovia         |                         |  |  |       |  |  |                         |  |  |                     |  |
|                        | Siemowit III di Masovia | Maria di Galizia             |                         |  |  |       |  |  |                         |  |  |                     |  |
| Siemowit IV di Masovia | Siemowit III di Masovia |                              |                         |  |  |       |  |  |                         |  |  |                     |  |
|                        |                         | Eufemia di Opava             | Mikuláš II di Opava     |  |  |       |  |  |                         |  |  |                     |  |
|                        |                         | Eufemia di Opava             | Mikuláš II di Opava     |  |  |       |  |  |                         |  |  |                     |  |
|                        |                         | Eufemia di Opava             | Anna Raciborska         |  |  |       |  |  |                         |  |  |                     |  |
| Cimburga di Masovia    |                         | Eufemia di Opava             |                         |  |  |       |  |  |                         |  |  |                     |  |
|                        |                         | Algirdas                     | Gediminas               |  |  |       |  |  |                         |  |  |                     |  |
|                        |                         | Algirdas                     | Gediminas               |  |  |       |  |  |                         |  |  |                     |  |
|                        |                         | Algirdas                     | Jewna                   |  |  |       |  |  |                         |  |  |                     |  |
| Alessandra di Lituania |                         | Algirdas                     |                         |  |  |       |  |  |                         |  |  |                     |  |
|                        |                         | Uliana di Tver'              | Alessandro I di Tver'   |  |  |       |  |  |                         |  |  |                     |  |
|                        |                         | Uliana di Tver'              | Alessandro I di Tver'   |  |  |       |  |  |                         |  |  |                     |  |
|                        |                         | Uliana di Tver'              | Anastasia di Galizia    |  |  |       |  |  |                         |  |  |                     |  |
|                        |                         | Uliana di Tver'              |                         |  |  |       |  |  |                         |  |  |                     |  |